# Programme de stabilité
Le programme de stabilité (programme de convergence pour les pays non membres de la zone Euro), institué par le Pacte de stabilité et de croissance, est un document transmis chaque année au mois d'avril par tous les membres de l'Union européenne à la Commission, qui présente la stratégie et la trajectoire à moyen terme des finances publiques.
Ce document est un outil central de la surveillance multilatérale des politiques économiques dans l'Union. Il contient en effet les informations nécessaires à l'exercice périodique de la surveillance multilatérale visée à l'article 121 du traité sur le fonctionnement de l'Union européenne, et « fournit une base essentielle à la soutenabilité des finances publiques qui est propice à la stabilité des prix, à une croissance forte, durable et génératrice d'emploi. »
L'examen du programme de stabilité par les institutions européennes donne lieu à des recommandations du Conseil au mois de juin ou juillet, recommandations qui doivent être prise en compte par les autorités nationales dans la construction du Projet de Loi de Finances. Ainsi, le programme de stabilité doit comporter des informations « sur la cohérence avec les grandes orientations des politiques économiques et le programme de réforme national. »

## Le programme de stabilité français
En France, ce sont les services de la direction générale du Trésor qui élaborent le programme de stabilité avec la participation de la direction du Budget.
Le tableau suivant indique l'évolution des prévisions inscrites dans le programme de stabilité au cours des années.
| Année de réalisation | Prévisions de croissance du programme de stabilité publié en... | Prévisions de croissance du programme de stabilité publié en... | Prévisions de croissance du programme de stabilité publié en... | Prévisions de croissance du programme de stabilité publié en... | Prévisions de croissance du programme de stabilité publié en... | Prévisions de croissance du programme de stabilité publié en... | Prévisions de croissance du programme de stabilité publié en... | Prévisions de croissance du programme de stabilité publié en... | Prévisions de croissance du programme de stabilité publié en... | Prévisions de croissance du programme de stabilité publié en... | Chiffre effectif |
| Année de réalisation | 2011                                                            | 2012                                                            | 2013                                                            | 2014                                                            | 2015                                                            | 2016                                                            | 2017                                                            | 2018                                                            | 2019                                                            | 2020                                                            | Chiffre effectif |
| -------------------- | --------------------------------------------------------------- | --------------------------------------------------------------- | --------------------------------------------------------------- | --------------------------------------------------------------- | --------------------------------------------------------------- | --------------------------------------------------------------- | --------------------------------------------------------------- | --------------------------------------------------------------- | --------------------------------------------------------------- | --------------------------------------------------------------- | ---------------- |
| 2011                 | 2 %                                                             |                                                                 |                                                                 |                                                                 |                                                                 |                                                                 |                                                                 |                                                                 |                                                                 |                                                                 | 2,1 %            |
| 2012                 | 2,25 %                                                          | 0,7 %                                                           |                                                                 |                                                                 |                                                                 |                                                                 |                                                                 |                                                                 |                                                                 |                                                                 | 0,2 %            |
| 2013                 | 2,5 %                                                           | 1,75 %                                                          | 0,1 %                                                           |                                                                 |                                                                 |                                                                 |                                                                 |                                                                 |                                                                 |                                                                 | 0,6 %            |
| 2014                 | 2,5 %                                                           | 2 %                                                             | 1,2 %                                                           | 1 %                                                             |                                                                 |                                                                 |                                                                 |                                                                 |                                                                 |                                                                 | 0,6 %            |
| 2015                 |                                                                 | 2 %                                                             | 2 %                                                             | 1,7 %                                                           | 1 %                                                             |                                                                 |                                                                 |                                                                 |                                                                 |                                                                 | 1,3 %            |
| 2016                 |                                                                 | 2 %                                                             | 2 %                                                             | 2,25 %                                                          | 1,5 %                                                           | 1,5 %                                                           |                                                                 |                                                                 |                                                                 |                                                                 | 1,1 %            |
| 2017                 |                                                                 |                                                                 | 2 %                                                             | 2,25 %                                                          | 1,5 %                                                           | 1,5 %                                                           | 1,5 %                                                           |                                                                 |                                                                 |                                                                 | 2,3 %            |
| 2018                 |                                                                 |                                                                 |                                                                 |                                                                 |                                                                 | 1,75 %                                                          | 1,5 %                                                           | 2 %                                                             |                                                                 |                                                                 | 1,5 %            |
| 2019                 |                                                                 |                                                                 |                                                                 |                                                                 |                                                                 | 1,9 %                                                           | 1,6 %                                                           | 1,9 %                                                           | 1,4 %                                                           |                                                                 | 1,3 %            |
| 2020                 |                                                                 |                                                                 |                                                                 |                                                                 |                                                                 |                                                                 | 1,7 %                                                           | 1,7 %                                                           | 1,4 %                                                           | -8 %                                                            |                  |
| 2021                 |                                                                 |                                                                 |                                                                 |                                                                 |                                                                 |                                                                 |                                                                 | 1,7 %                                                           | 1,4 %                                                           |                                                                 |                  |
| 2022                 |                                                                 |                                                                 |                                                                 |                                                                 |                                                                 |                                                                 |                                                                 | 1,7 %                                                           | 1,4 %                                                           |                                                                 |                  |

| Année de réalisation | Prévisions de déficit public du programme de stabilité publié en... | Prévisions de déficit public du programme de stabilité publié en... | Prévisions de déficit public du programme de stabilité publié en... | Prévisions de déficit public du programme de stabilité publié en... | Prévisions de déficit public du programme de stabilité publié en... | Prévisions de déficit public du programme de stabilité publié en... | Prévisions de déficit public du programme de stabilité publié en... | Prévisions de déficit public du programme de stabilité publié en... | Prévisions de déficit public du programme de stabilité publié en... | Prévisions de déficit public du programme de stabilité publié en... | Chiffre effectif |
| Année de réalisation | 2011                                                                | 2012                                                                | 2013                                                                | 2014                                                                | 2015                                                                | 2016                                                                | 2017                                                                | 2018                                                                | 2019                                                                | 2020                                                                | Chiffre effectif |
| -------------------- | ------------------------------------------------------------------- | ------------------------------------------------------------------- | ------------------------------------------------------------------- | ------------------------------------------------------------------- | ------------------------------------------------------------------- | ------------------------------------------------------------------- | ------------------------------------------------------------------- | ------------------------------------------------------------------- | ------------------------------------------------------------------- | ------------------------------------------------------------------- | ---------------- |
| 2011                 | -5,7 %                                                              |                                                                     |                                                                     |                                                                     |                                                                     |                                                                     |                                                                     |                                                                     |                                                                     |                                                                     | -5,1 %           |
| 2012                 | -4,6 %                                                              | -4,4 %                                                              |                                                                     |                                                                     |                                                                     |                                                                     |                                                                     |                                                                     |                                                                     |                                                                     | -4,8 %           |
| 2013                 | -3 %                                                                | -3 %                                                                | -3,7 %                                                              |                                                                     |                                                                     |                                                                     |                                                                     |                                                                     |                                                                     |                                                                     | -4 %             |
| 2014                 | -2 %                                                                | -2 %                                                                | -2,9 %                                                              | -3,8 %                                                              |                                                                     |                                                                     |                                                                     |                                                                     |                                                                     |                                                                     | -3,9 %           |
| 2015                 |                                                                     | -1 %                                                                | -2 %                                                                | -3 %                                                                | -3,8 %                                                              |                                                                     |                                                                     |                                                                     |                                                                     |                                                                     | -3,6 %           |
| 2016                 |                                                                     | 0 %                                                                 | -1,2 %                                                              | -2,2 %                                                              | -3,3 %                                                              | -3,3%                                                               |                                                                     |                                                                     |                                                                     |                                                                     | -3,4 %           |
| 2017                 |                                                                     |                                                                     | -0,7 %                                                              | -1,3 %                                                              | -2,7 %                                                              | -2,7 %                                                              | -2,8 %                                                              |                                                                     |                                                                     |                                                                     | -2,6 %           |
| 2018                 |                                                                     |                                                                     |                                                                     |                                                                     |                                                                     | -1,9 %                                                              | -2,3 %                                                              | -2,3 %                                                              |                                                                     |                                                                     | -2,5 %           |
| 2019                 |                                                                     |                                                                     |                                                                     |                                                                     |                                                                     | -1,2 %                                                              | -1,6 %                                                              | -2,4 %                                                              | -3,1 %                                                              |                                                                     | -3,0 %           |
| 2020                 |                                                                     |                                                                     |                                                                     |                                                                     |                                                                     |                                                                     | -1,3 %                                                              | -0,9%                                                               | -2,0 %                                                              | -9 %                                                                |                  |
| 2021                 |                                                                     |                                                                     |                                                                     |                                                                     |                                                                     |                                                                     |                                                                     | -0,3%                                                               | -1,4 %                                                              |                                                                     |                  |
| 2022                 |                                                                     |                                                                     |                                                                     |                                                                     |                                                                     |                                                                     |                                                                     | +0,3                                                                | -1,2 %                                                              |                                                                     |                  |